# Odondebuenia balearica
Odondebuenia balearica es una especie de peces de la familia de los Gobiidae en el orden Perciformes. Es la única especie del género Odondebuenia.

## Morfología
Los machos pueden llegar a alcanzar los 3,2 cm de longitud total.

## Hábitat
Es un pez de mar y, de clima subtropical y demersal que vive entre 20-70 m de profundidad.

## Distribución geográfica
Se encuentra en el Mar Mediterráneo: Bosnia y Herzegovina, Croacia, Chipre,  Francia, Grecia Serbia , Eslovenia y Turquía. 

## Observaciones
Es inofensivo para los humanos. 